# Agrotis sabulosa
Agrotis sabulosa é uma espécie de insetos lepidópteros, mais especificamente de traças, pertencente à família Noctuidae.
A autoridade científica da espécie é Jules Pierre Rambur, tendo sido descrita no ano de 1837.
Trata-se de uma espécie presente no território português.